# 浏览器引擎
浏览器引擎（browser engine），也稱為排版引擎（layout engine）、页面渲染引擎（rendering engine）或樣版引擎，它是一種軟體元件，负责取得標記式内容（如HTML、XML及图像檔案等等）、整理資訊（如CSS及XSL等），並將排版後的内容輸出至顯示器或印表機。所有网页浏览器、电子邮件客户端、電子閱讀器以及其它需要根據表示性的標記語言（Presentational markup）來显示内容的应用程序都需要排版引擎。
在Mozilla将其Gecko排版引擎作为独立于浏览器的一个配件之后，「排版引擎」这个词汇才被广泛使用。也就是说，除了Mozilla浏览器，其它浏览器也可以使用Gecko作自己排版引擎。

## 布局与渲染
网页的布局通常由层叠样式表（CSS）指定。每个样式表都是一系列关于页面呈现方式的规则。例如，一些规则指定排版细节，如字型、颜色和文本大小，而另一些规则则确定图像的位置。引擎会组合所有相关的CSS规则，以计算出将在屏幕上绘制的视觉表示的精确图形坐标。
一些引擎可能会在页面资源下载完成之前就开始渲染。随着接收到更多数据，这可能会导致视觉变化，例如出现逐渐载入的图像或无样式内容闪烁。

## 著名的引擎
Mozilla開放原始碼專案的網頁瀏覽器引擎Gecko，被Mozilla代碼庫中的各種產品所使用，其中包括Firefox網頁瀏覽器、Thunderbird電子郵件客戶端和SeaMonkey網路套件。Goanna是Gecko的一個分支。
KDE的開放原始碼KHTML引擎在KDE的Konqueror網頁瀏覽器使用，後來成為WebKit的基礎，WebKit是Apple Safari和早期Google Chrome網頁瀏覽器的引擎。
Google最初使用WebKit用於Chrome瀏覽器，但最終將其分支為自行建構的Blink引擎。所有以Chromium為基礎的瀏覽器都使用Blink，使用CEF，Electron或任何其他Chromium嵌入式框架構建的應用程式也是如此。
Internet Explorer的網頁瀏覽器引擎Trident，被Microsoft Windows平台的許多應用程式如Outlook Express、某些版本的Microsoft Outlook和Winamp、RealPlayer中的迷你瀏覽器所使用。Trident已經被EdgeHTML所取代，2019年EdgeHTML被Blink取代。
Opera軟體公司的專有的Presto引擎被授權給其他許多軟體供應商，也在Opera瀏覽器所使用，直到2013年被Blink取代。

### 時間軸
以下列出引擎仍持續依循網頁標準更新的軟體開發活躍期間。